# Hemidactylus palaichthus
Hemidactylus palaichthus este o specie de șopârle din genul Hemidactylus, familia Gekkonidae, descrisă de Kluge 1969. A fost clasificată de IUCN ca specie cu risc scăzut. Conform Catalogue of Life specia Hemidactylus palaichthus nu are subspecii cunoscute.

## Habitat și conservare
Hemidactylus palaichthus este o specie de șopârle prezentă în savane tropicale, păduri uscate și păduri tropicale din diverse regiuni. Această specie poate fi întâlnită și în habitate perturbate, cum ar fi vegetația secundară de tip mărăciniș sau pe vegetație izolată, cum ar fi palmieri și bușteni, în pășuni. De asemenea, se adaptează și la medii urbane, fiind întâlnită în sate pe ziduri și stâlpi. 
Hemidactylus palaichthus este o specie comună în unele părți ale arealului său și nu se confruntă cu nicio amenințare majoră cunoscută până în prezent.